# Coffee Springs
Coffee Springs är en kommun (town) i Geneva County i Alabama. Vid 2010 års folkräkning hade Coffee Springs 228 invånare.